# Un'estate prodigiosa
Un'estate prodigiosa (Щедрое лето) è un film del 1951 diretto da Boris Vasil'evič Barnet.